# Championnats d'Afrique de cross-country 2011
Navigation
Nairobi 1985 Le Cap 2012
La première édition officielle des championnats d'Afrique de cross-country s'est déroulée le 6 mars 2011 au Cap, en Afrique du Sud. La compétition, organisée sous l'égide de la Confédération africaine d'athlétisme (CAA), est créée à la suite de la décision de l'IAAF de programmer les Championnats du monde de cross-country tous les deux ans à partir de 2011.
Quatre épreuves figurent au programme de cette compétition : les deux courses individuelles seniors, courus sur 12 kilomètres pour les hommes et sur 8 kilomètres chez les femmes, ainsi que deux courses individuelles juniors. 
Les courses individuelles seniors masculines et féminines sont remportées respectivement par les Kényans John Mwangangi et Mercy Cherono.

## Palmarès
| Épreuves             | Or                                   | Argent                              | Bronze                             |
| -------------------- | ------------------------------------ | ----------------------------------- | ---------------------------------- |
| Individuel hommes    | John Mwangangi (KEN) 35 min 31 s     | Stephen Kiprotich (UGA) 35 min 34 s | Henry Chirchir (KEN) 35 min 35 s   |
| Individuel femmes    | Mercy Cherono (KEN) 27 min 13 s      | Viola Kibiwot (KEN) 27 min 14 s     | Doris Changeywo (KEN) 27 min 22 s  |
| Junior hommes (8 km) | Japhet Korir (KEN) 23 min 03 s       | Patrick Muaka (KEN) 23 min 04 s     | Nicholas Togom (KEN) 23 min 18 s   |
| Junior femmes (6 km) | Caroline Chepkoech (KEN) 19 min 59 s | Mary Mananu (KEN) 20 min 00 s       | Zipporah Wanjiru (KEN) 20 min 05 s |

## Nations participantes
13 nations au total participent à cette édition des Championnats d'Afrique de cross-country :
| - Burundi - Botswana - Érythrée - Éthiopie | - Kenya - Maurice - Malawi - Nigeria - Rwanda | - Afrique du Sud - Soudan - Tanzanie - Ouganda |